# 경인전자
경인전자(Kyungin Electronics Co. Ltd.)은 대한민국의 기업이다. 본사는 서울시 금천구 가산디지털 2로 184 1411호(가산동, 벽산/경인디지털밸리 2차)에 위치해 있으며 대표이사는 김성은이다.

## 투자
공간 IoT 스타트업인 고퀄을 지분  21.53%을 보유하고 있으며 LG전자가 최근 고퀄에 투자하여 7.2%의 지분을 보유한 2대 주주이다

## 같이 보기
- 사물인터넷

## 참고문헌
1. ↑  <유>경인전자, 상한가 진입.. +29.84% ↑, 서울경제, 2024.01.12
2. ↑  김경아, 경인전자, LG전자-구글 홈IoT 강화에↑..고퀄 지분 20%이상 보유 부각, 파이낸셜뉴스, 파이낸셜뉴스, 2024년 5월 23일
3. ↑  경인전자, LG전자 AI·XR 기업 인수 발표…고퀄 리딩 투자자 참여 ‘강세’, 이데일리, 2024년 1월 12일